# Хива-Оа

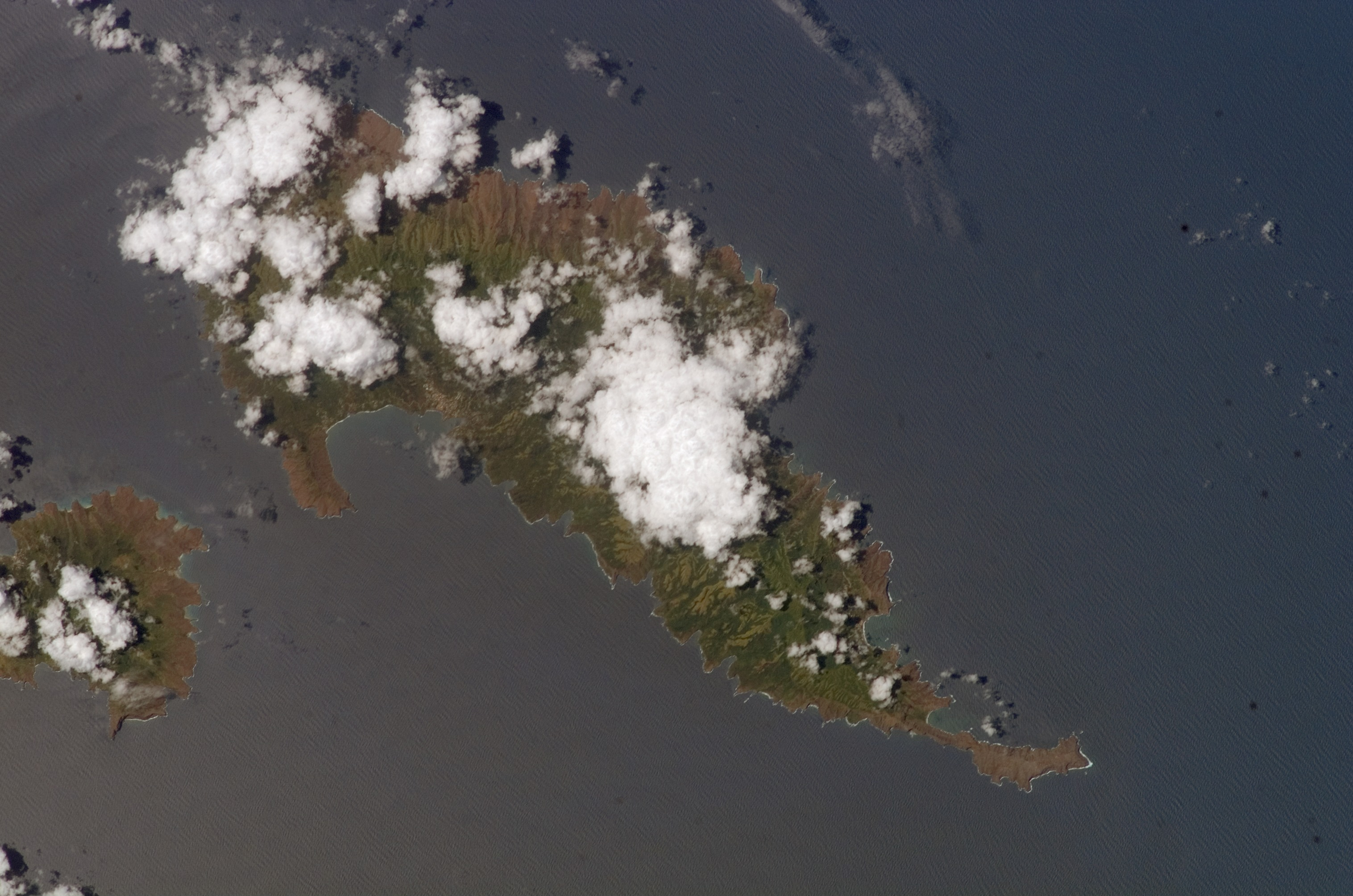
Космический снимок островов Хива-Оа и Тахуата

Хива-Оа (фр. Hiva Oa) — крупнейший остров в Южной группе Маркизских островов. Расположен в 1184 км к северу от острова Таити.

## География
Покрыт густой растительностью. Имеет сложную геологическую структуру: на Хива-Оа расположено несколько вулканов. В центре острова проходит горный хребет.

## История
Множество археологических находок подтверждают то, что в древние времена численность населения Хива-Оа была очень большая. На острове сохранилось множество статуй, или тики, сооруженных древними полинезийцами. Крупнейшая статуя, когда-либо найденная на Маркизских островах, находится в долине Пуамау. Её высота составляет 2,35 м.
Первым европейцем, заметившим Хива-Оа, стал испанский мореплаватель Альваро Менданья де Нейра, открывший его в июле 1595 года. На протяжении первой половины XIX века на нём побывало очень мало чужеземцев, что объясняется агрессивностью туземцев и постоянными войнами между местными племенами хамау, наики, пепане и нуку. В 1842 году Франция аннексировала Хива-Оа, однако на протяжении последующих 40 лет на острове не было никакого местного правительства. Первые попытки христианизации острова были предприняты только в 1855 году.
С 1904 по 1940 года Хива-Оа был административным центром Маркизских островов. Здесь также с 1893 по 1961 года находилась резиденция католического епископа островов. В городе Атуона на Хива-Оа последние годы своей жизни провели художник Поль Гоген и бельгийский поэт Жак Брель.

## Административное деление
Острова Хива-Оа, Фату-Хуку, Терихи и Мохо-Тани образуют коммуну Хива-Оа, которая входит в состав административного подразделения Маркизские острова.
| Остров или риф  | Площадь суши, км² | Площадь лагуны, км² | Население, чел. (2007) | Административный центр |
| --------------- | ----------------- | ------------------- | ---------------------- | ---------------------- |
| Хива-Оа         | 316               | —                   | 1986                   | Атуона                 |
| Фату-Хуку       | 1                 | —                   | —                      | —                      |
| Терихи          | 0,15              | —                   | —                      | —                      |
| Мохо-Тани       | 15                | —                   | —                      | —                      |
| Коммуна Хива-Оа | 332,15            | —                   | 1986                   | Атуона                 |

## Население
Число жителей на 2007 год составляет 1986 человек. На Хива-Оа расположен административный центр Южной группы Маркизских островов — город Атуона (Atuona).

## Экономика
Основным занятием местных жителей является сельское хозяйство. Развивается туризм.